# 임진 김씨
임진 김씨(臨津金氏)는 경기도 장단군을 본관으로 하는 한국의 성씨이다.
시조 김인조(金仁朝)는 신라 왕실의 후손이며, 고려의 신호위상장군(神虎衛上將軍)을 지냈다.

## 참고 자료
- “임진김씨(臨津金氏)”. 뿌리를 찾아서.[깨진 링크(과거 내용 찾기)]